# Twin Tarns
Die Twin Tarns (englisch für Zwillingstümpel) sind zwei direkt benachbarte kleine Seen an der Ingrid-Christensen-Küste des ostantarktischen Prinzessin-Elisabeth-Lands. In den Vestfoldbergen liegen sie 1,3 km nordwestlich des Braunsteffer Lake auf der Breidnes-Halbinsel. Die Überlandroute von der Davis-Station zur Wetterstation Platcha führt an den Seen vorbei.
Das Antarctic Names Committee of Australia benannte sie 1973 deskriptiv. 